# مايك كارين
مايك كارين (بالإنجليزية: Mike Caren)‏ هو منتج أسطوانات وكاتب أغاني أمريكي، ولد في 5 مايو 1977.

## وصلات خارجية
- مايك كارين على موقع ميوزك برينز (الإنجليزية)
- مايك كارين على موقع أول ميوزيك (الإنجليزية)
- مايك كارين على موقع ديسكوغز (الإنجليزية)